# Q-Max
Un Qatarmax o Q-Max es un tipo de buque, concretamente un buque metanero de tipo membrana . En el nombre Q-Max, "Q" significa Qatar y "Max" significa el tamaño máximo de barco que puede atracar en las terminales de gas natural licuado (GNL) en Qatar. Los buques de este tipo son los mayores transportadores de GNL del mundo.

## Unidades
- Mozah[2]
- Al Mayeda[5]
- Mekaines[6]
- Al Mafyar[6]
- Umm Slal
- Bu Samra[7][8]
- Al-Ghuwairiya[7]
- Lijmiliya[9]
- Al Samriya
- Al Dafna
- Shagra
- Zarga
- Aamira[10]
- Rasheeda[11]

## Galería

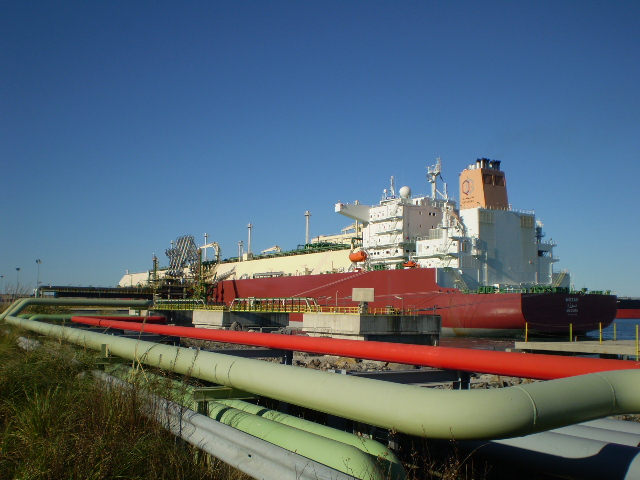
Mozah en el puerto de Bilbao
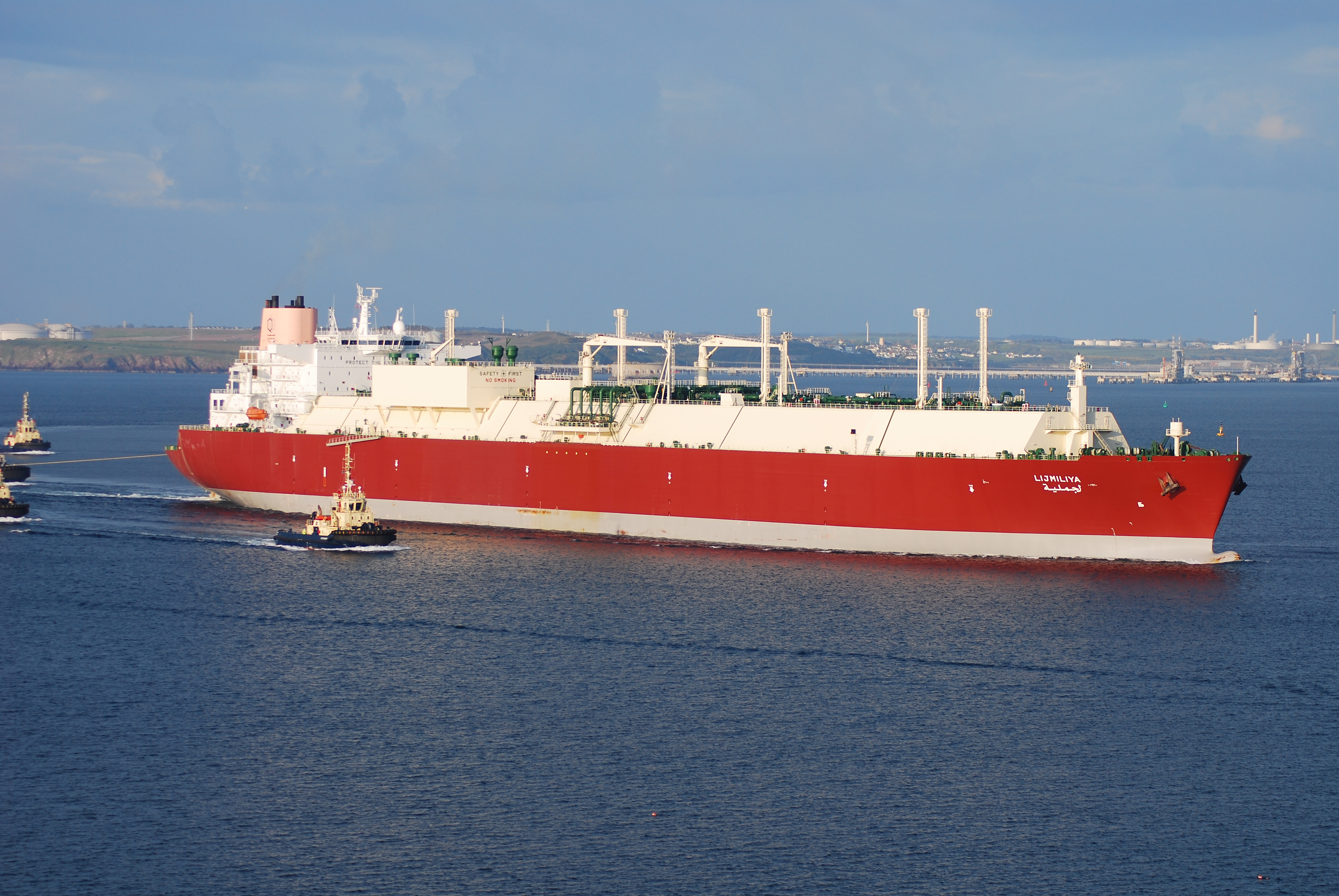
Lijmiliya en 2010.
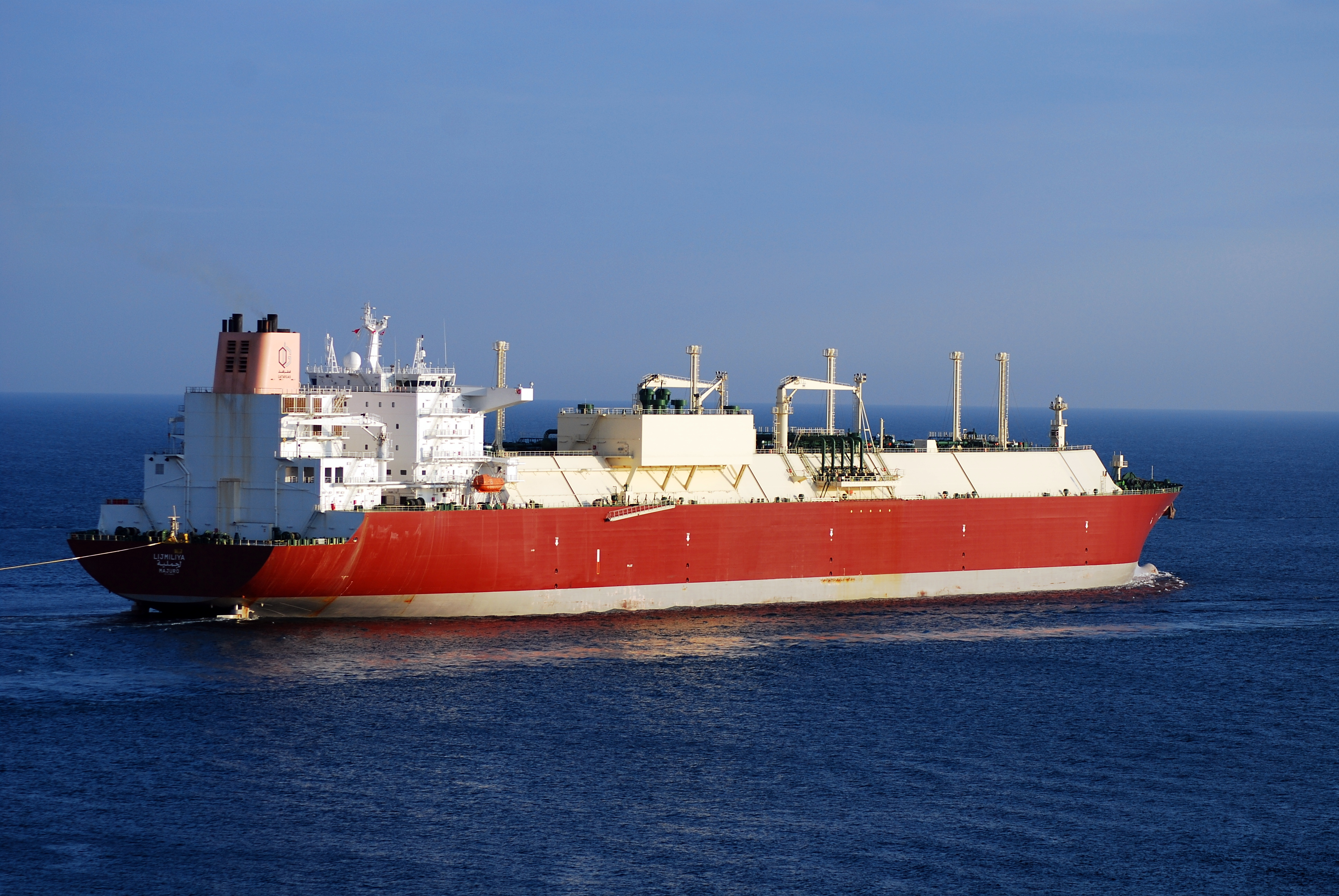
Lijmiliya en 2010.